# Ніколя Легран
Ніколя Легран (рос. Легран Николай Николаевич 1741, Париж — 1791, Москва) — російський архітектор і викладач доби розвиненого класицизму, що працював і помер в Москві. Француз за походженням.

## Маловідомий життєпис
Народився в Парижі.
Запрошений на посаду викладача архітектури в Іпмераторський Московський університет, де працював з 1773 року. 1774 року обраний на посаду Головного архітектора генерального плану Москви 1774—1775 років. Був непоганим організатором та менеджером, налагодив роботу низки московських архітекторів.
За рекомендаціями архітекторів Карла Івановича Бланка та Баженова Василя Івановича обраний 1779 року академіком.
Містобудівні і менеджерські функції обумовили малу кількість реальних споруд, вибудованих в Москві. серед головних — новий комплекс споруд Кригскомісаріату (Військовий комісаріат), котрий мав містобудівне значення і був одною з перших велетенських споруд доби класицизму в Москві.
Серед сакральних споруд Ніколя Леграна — церква Успіння Богородиці на Могильцях, Всіхсвятська церква на Лазаревському цвинтарі в Москві. Зразком для обох сакральних споруд була титульна церква папського Риму Триніта деї Монті, котрою опікувались королівський уряд і католики Франції.

## Двовежеві храми
Проєкт двовежевого храму на західному фасаді, створений Ніколя Леграном, став типовим і за ним було вибудовано декілька храмів у російській провінції.

## Будинок Пашкова та Кригкомісаріат в Москві

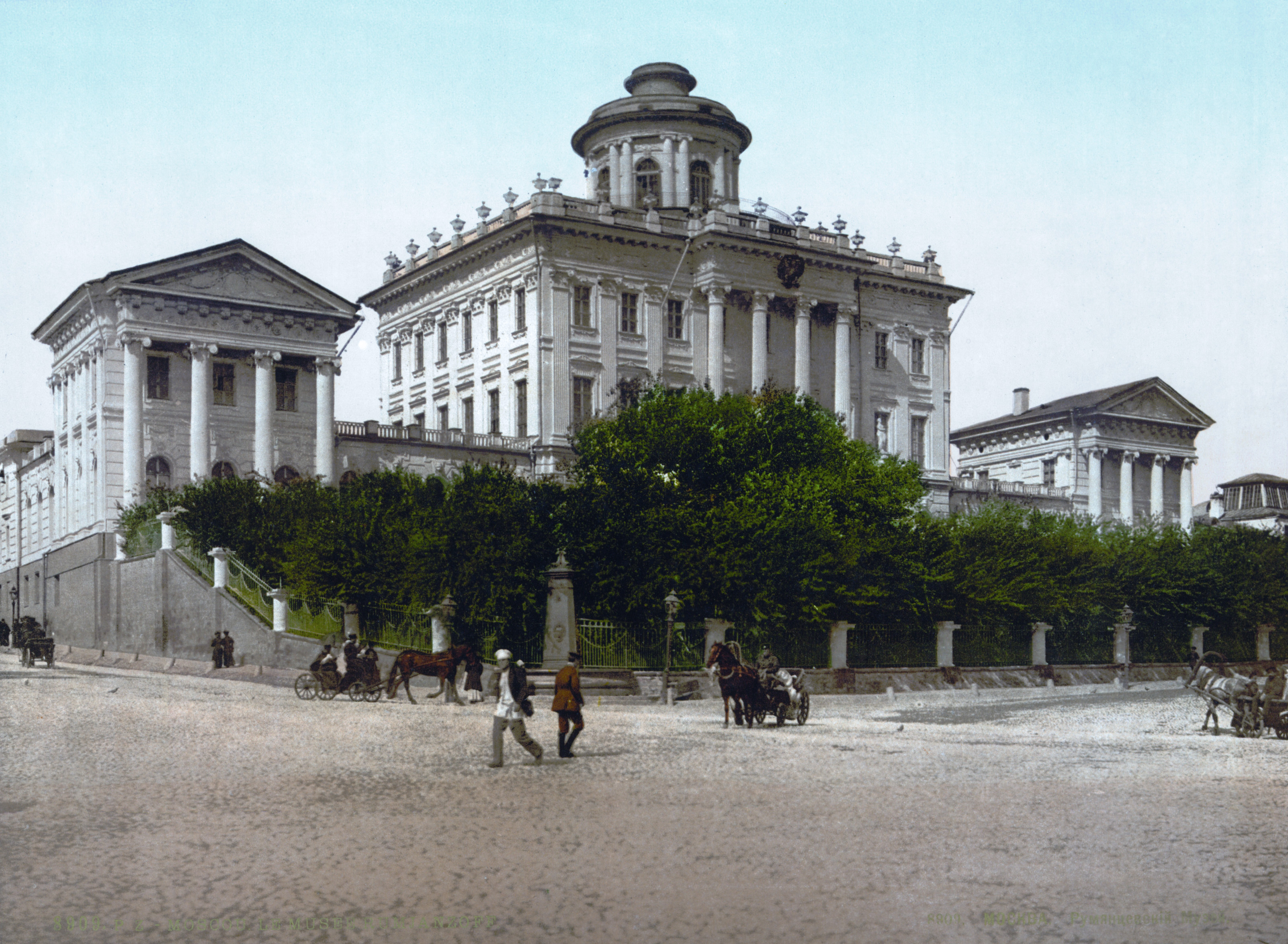
Будинок Пашкова

Серед архітектурних шедеврів Москви доби розвиненого класицизму — будинок-палац Пашкова в Москві неподалік Кремля. Авторство проекту не доведене. В Москві працювала щонайменше трійка талановитих архітекторів, котрі пройшли навчання у Парижі та привнесли до Москви стилістику французького класицизму. Серед них — Ніколя Легран та Баженов Василь Іванович. Не збережено жодних документів на те, що автором проєкту будинку-палацу багатія Пашкова був саме Василь Баженов. Радянські дослідники безпідставно приписували Василю Баженову всі незвичні споруди за розплануванням та французькою стилістикою, серед них Палац Пашкова та Кригскомісаріат. Останній був вибудований за проєктом саме Ніколя Леграна. Нині творчий садок Василя Баженова ретельно перевіряють за архівними документами.
Під час побудови будинку Пашкова — 1784—1788 роках, Ніколя Легран вже працював у Москві.
Кригскомісаріат відомий також тим, що тут служив батько російського поета Олександра Пушкина — Сергій Львович. Батько був зарахований на посаду комісіонера 8-го класу 1802 року та відповідав за досить важливий відділ — «по грошовому забезпеченню, бухгалтерії та скарбниці». Сергій Львович був чиновником до 1817 року, брав участь у російсько-французькій війні 1812 року, за службу був нагороджений. У Москві народився і сам майбутній поет.

## Останні роки
Мав власну родину і сина. Останній теж подався в будівництво і був губернським архітектором у місті Твері.
Сам Ніколя Легран мешкав у будинку на вулиці Добра Слободка (нині — вул. Машкова), 6. Будинок зруйнований та з часом розібраний, а ділянка — забудована. Архітектор Ніколя Легран помер у Москві 1791 року.

## Вибрані твори

Невідома цивільна споруда, частка фасаду (кінець XVIII століття)

- Будинок-палац письменника М. Новікова у маєтку Гендрікова, згодом Спаські казарми (1775 р.);
- Кригскоміссаріат у Москві (Військовий комісаріат), Замоскворіччя, (1776—1780 рр.);
- Церква Успіння Богородиці на Могильцях, Москва, добудована по смерті архітектора;
- Церква Святого Духа на Лазаревському цвинтарі у Москві.

Непідтверджене авторство
- Московська садиба Баришнікова (вул. М'ясницька, 42, тимчасово приписана М. Ф. Казакову);
- Московська садиба Розумовського Кирила Григоровича (вул. Воздвиженка, 8. буд 1) приписують то Джакомо Кварензі, то Миколі Львову.

Обережний до архітектурного оточення, Ніколя Легран намагався не руйнувати споруди попередників, якщо ті мали мистецьку вартість. Навпаки, і Василь Баженов, і Матвій Казаков руйнували все, що заважало їх проєктам. Амбітного Баженова не зупинили й руйнації споруд московського кремля, створені наприкінці XV століття італійськими та ломбардійськими архітекторами. Тому саме Ніколя Леграна вважають засновником московської архітектурної реставрації.

## Галерея

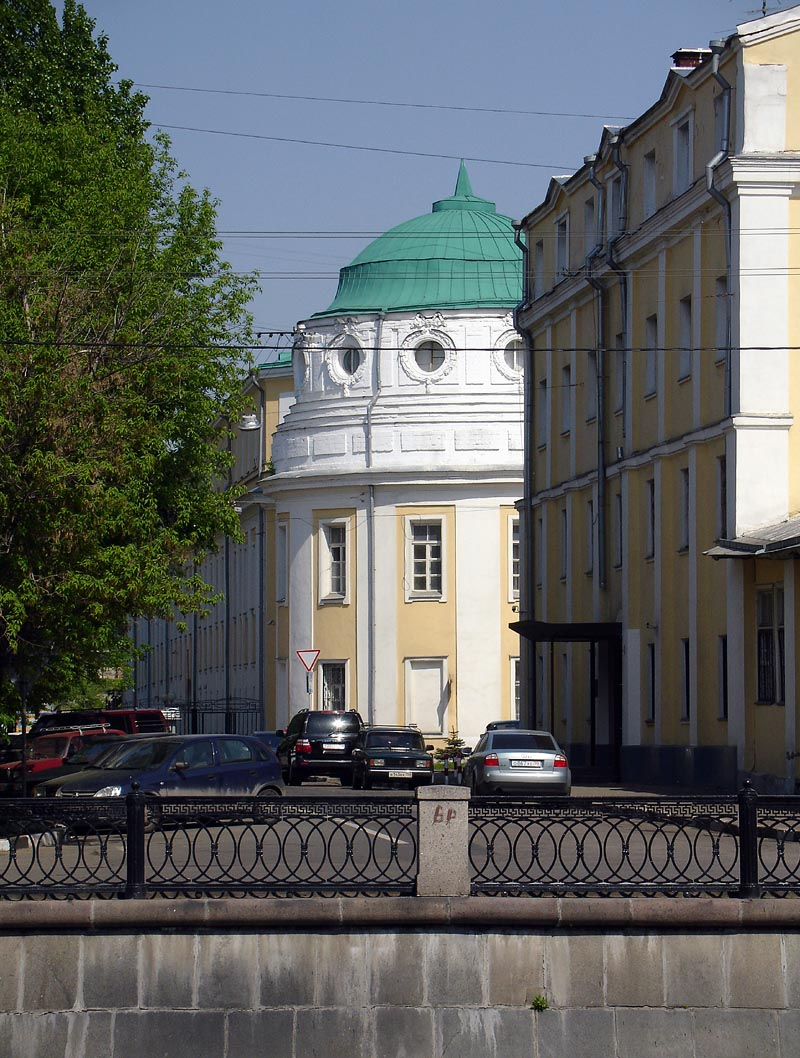
Кутова вежа Кригскомісаріату після реставрації

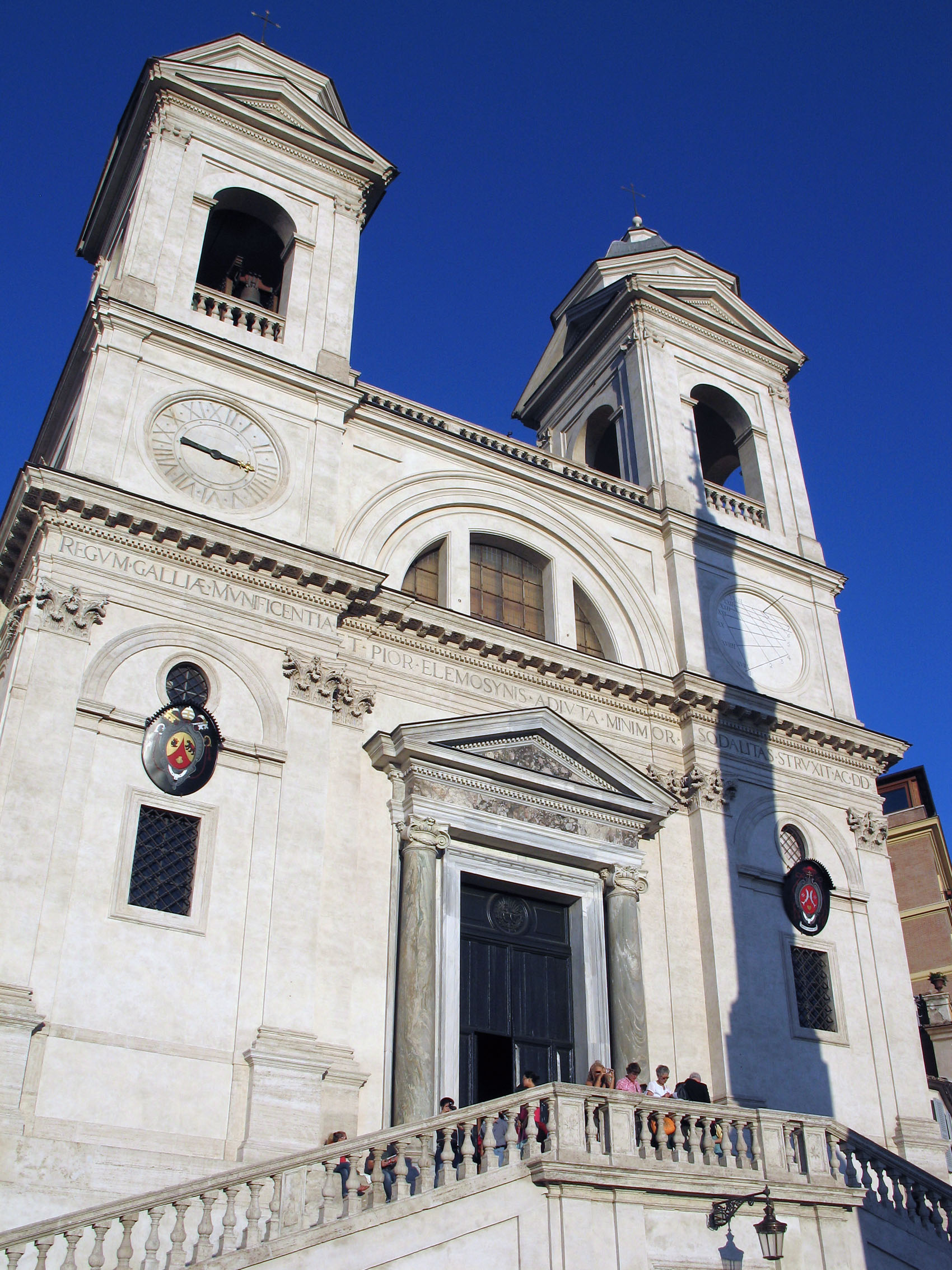
Церква Санта Триніта деї Монті в Римі, головний фсад.
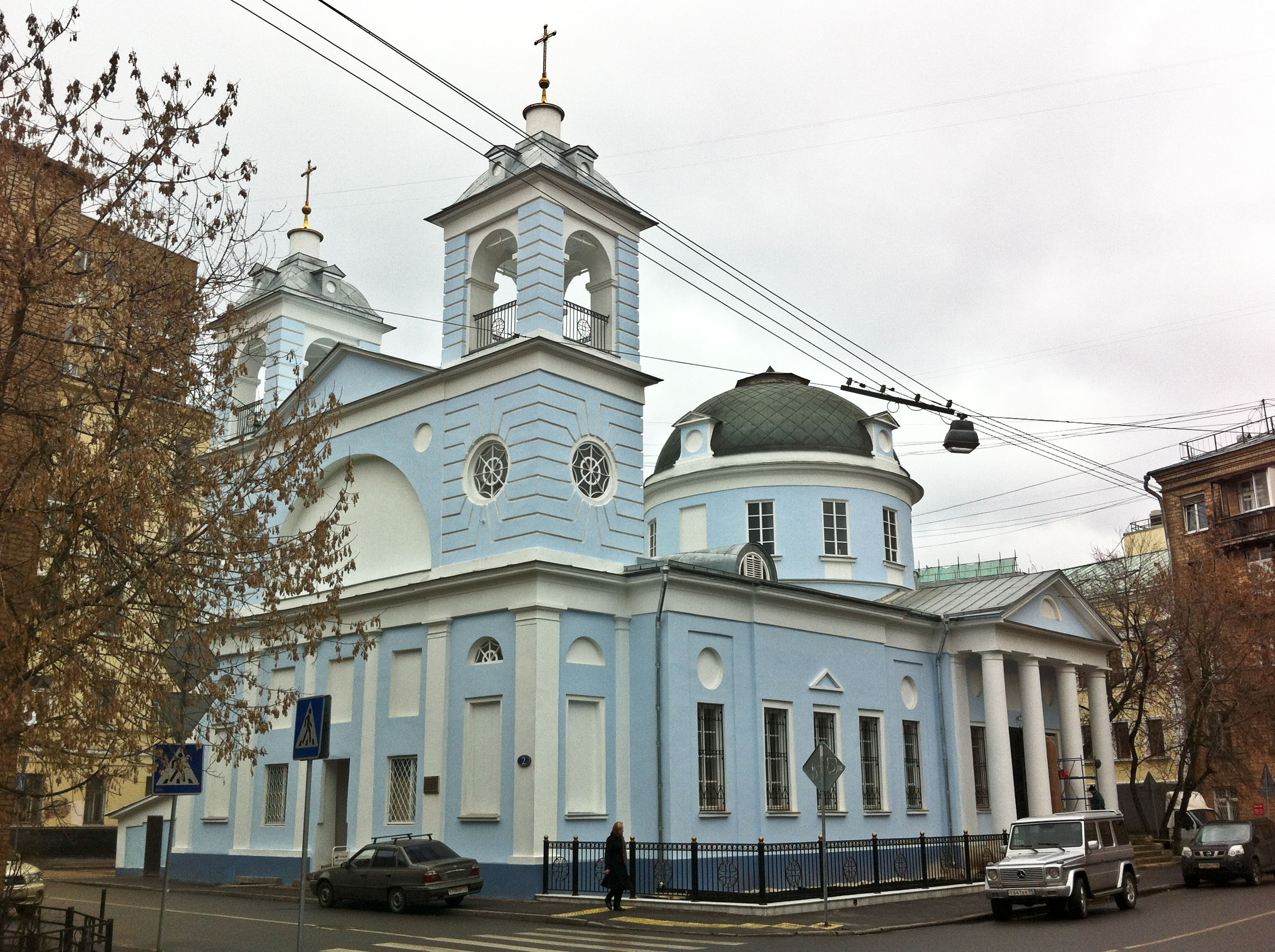
Церква Успіння Богородиці на Могильцях, Москва
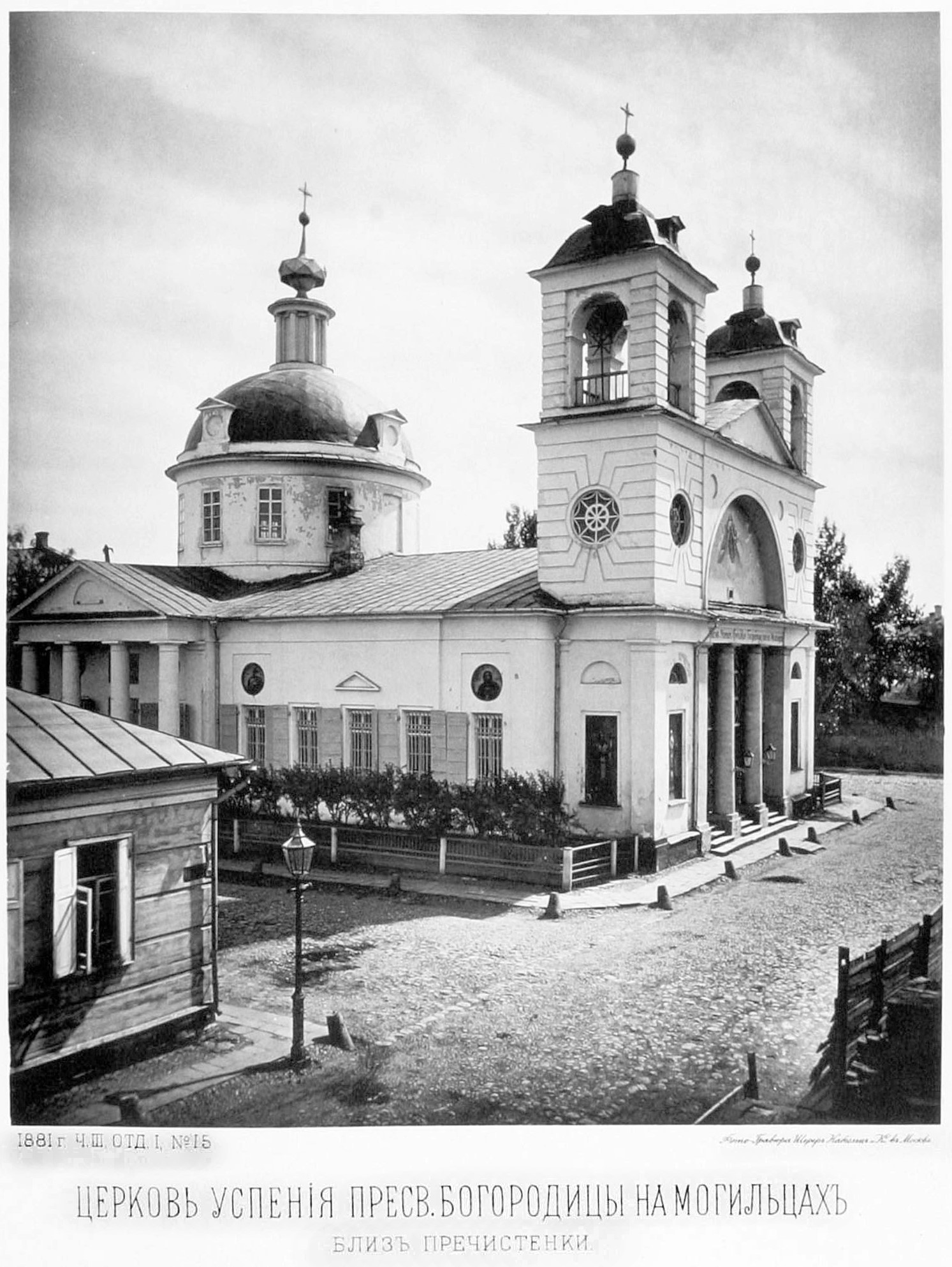
Церква Успіння Богородиці на Могильцях